# Nodosarina
Nodosarina es un género de foraminífero bentónico considerado un sinónimo posterior de Nodosaria
de la subfamilia Nodosariinae, de la familia Nodosariidae, de la superfamilia Nodosarioidea, del suborden Lagenina y del orden Lagenida. Su especie-tipo era Nodosaria raphanus. Su rango cronoestratigráfico abarcaba desde el Carbonífero hasta la Actualidad.

## Clasificación
Nodosarina incluía a las siguientes especies:
- Nodosarina abnormis, aceptado como Nodosaria abnormis
- Nodosarina approximata, aceptado como Nodosaria approximata
- Nodosarina benningseni, aceptado como Nodosaria benningseni
- Nodosarina bicuspidata, aceptado como Nodosaria bicuspidata
- Nodosarina boettcheri, aceptado como Nodosaria boettcheri
- Nodosarina bradyi, aceptado como Marginulinopsis bradyi
- Nodosarina communis, aceptado como Laevidentalina communis
- Nodosarina cornucopiae
- Nodosarina indifferens, aceptado como Nodosaria indifferens
- Nodosarina inflexa, aceptado como Laevidentalina inflexa
- Nodosarina inornata, aceptado como Laevidentalina inornata
- Nodosarina laxa, aceptado como Nodosaria laxa
- Nodosarina obliquata, aceptado como Nodosaria obliquata
- Nodosarina plebeia, aceptado como Dentalina plebeia
- Nodosarina pygmaea, aceptado como Nodosaria pygmaea
- Nodosarina pyrula, aceptado como Grigelis pyrulus
  - Nodosarina pyrula var. semirugosa
- Nodosarina raphanus
- Nodosarina striolata, aceptado como Nodosaria striolata
- Nodosarina subaequalis, aceptado como Nodosaria subaequalis
- Nodosarina vermiculum, aceptado como Nodosaria vermiculum
- Nodosarina verneuilii, aceptado como Siphonodosaria consobrina

En Nodosarina se han considerado los siguientes subgéneros:
- Nodosarina (Cristellaria), también considerado como género Cristellaria y aceptado como Peneroplis
- Nodosarina (Vaginulina), aceptado como género Vaginulina